# Subhumans
A Subhumans egy brit punkegyüttes. 1980-ban alakultak az angliai Wiltshire-ben. A Crass-szel egyetemben a Subhumans is főként anarcho-punkot játszott. Eredetileg "Superhumans" volt a nevük. Első stúdióalbumukat 1983-ban adták ki. A stúdióalbumok előtt csak egy demó szerepelt. Többször feloszlottak. Lemezkiadóik: Spiderleg Records, Bluurg Records. Két évvel korábban, 1978-ban Kanadában is alakult egy Subhumans nevű punkzenekar, de ők a brit csapattal ellentétben "sima" punk rockot játszanak. Az angol Subhumans hardcore és anarcho punk stílusokban játszik.

## Tagjai
- Dick Lucas - ének, zongora (1980-)
- Bruce Treasure - vokál, gitár (1980-)
- Phil Bryant - basszusgitár (1983-)
- Trotsky - dobok (1980-)

## Diszkográfia
- The Day the Country Died (1983)
- From the Cradle to the Grave (1983)
- Worlds Apart (1985)
- 29:29 Split Vision (1986)
- Internal Riot (2007)
- Crisis Point (2019)